# إلين قسطنطين
إلين قسطنطين (بالإنجليزية: Elaine Constantine)‏ هي مصورة بريطانية، ولدت في 1965 في مانشستر في المملكة المتحدة.

## وصلات خارجية
- إلين قسطنطين على موقع IMDb (الإنجليزية)
- إلين قسطنطين على موقع ديسكوغز (الإنجليزية)
- إلين قسطنطين على موقع قاعدة بيانات الفيلم (الإنجليزية)